# АЭС Калверт-Клифс
АЭС Калверт Клифс (англ. Calvert Cliffs Nuclear Power Plant) — атомная электростанция, расположенная на западном берегу Чесапикского залива в Ласби, Калверт, Мэриленд.
Проектировала и строила АЭС компания Bechtel.
Энергоблок № 1 турбина и генератор компании General Electric.
Энергоблок № 2 турбина и генератор компании Westinghouse.
В 2005 году АЭС посетил президент США Джордж Буш.
Водная поверхность вблизи АЭС является популярным местом рыбалки. За счёт использования воды Чесапикского залива для охлаждения оборудования АЭС вода, возвращаемая в залив, подогревает его на 6,7 °C.
В феврале 2009 года на АЭС Калверт Клифс был установлен мировой рекорд для водо-водяных реакторов по непрерывной продолжительности работы. Кроме того, энергоблок № 2 установил в 2008 году мировой рекорд по коэффициенту использования установленной мощности — 101,37 %.
Существуют предложения по строительству в Калверт Клифс третьего реактора большой мощности. Впервые они появились 13 июля 2007 года. Это должен быть реактор электрической мощностью около 1600 МВт. Предполагаемый исполнитель — французская компания Areva, конструкция реактора — Evolutionary Power Reactor (US-EPR), Generation III+.

## Информация об энергоблоках
| Энергоблок      | Тип реакторов | Мощность | Мощность | Начало строительства | Энергетический пуск | Ввод в эксплуатацию |
| Энергоблок      | Тип реакторов | Чистый   | Брутто   | Начало строительства | Энергетический пуск | Ввод в эксплуатацию |
| --------------- | ------------- | -------- | -------- | -------------------- | ------------------- | ------------------- |
| Калверт Клифс-1 | PWR           | 873 МВт  | 918 МВт  | 01.06.1968           | 03.01.1975          | 08.05.1975          |
| Калверт Клифс-2 | PWR           | 862 МВт  | 911 МВт  | 01.06.1968           | 07.12.1976          | 01.04.1977          |

## В культуре
- В телесериале «Чернобыль. Зона отчуждения» (начиная со 2-го сезона) упоминается, что в альтернативном прошлом на АЭС Калверт-Клифс прогремела авария, сравнимая с аварией в Чернобыле.